# 徳島県道258号小谷西端山線
徳島県道258号小谷西端山線（とくしまけんどう258ごう こだににしはばやません）は、徳島県美馬郡つるぎ町を通る一般県道である。

## 概要
美馬郡つるぎ町半田から美馬郡つるぎ町貞光に至る。大部分が1車線の道で、半田地区・貞光地区間に一部不通区間がある。

### 路線データ
- 起点：美馬郡つるぎ町半田
- 終点：美馬郡つるぎ町貞光（国道438号交点）
- 総延長：12.201 km[1]

## 歴史
- 1959年（昭和34年）1月31日 - 徳島県道126号として認定。
- 1972年（昭和47年）3月10日 - 現在の路線番号で再認定。

## 路線状況

### 重複区間
- 徳島県道256号上蓮小野線（美馬郡つるぎ町半田）

## 地理

### 通過する自治体
- 徳島県
  - 美馬郡つるぎ町

### 交差する道路
| 交差する道路                         | 交差する場所 | 交差する場所 |
| ------------------------------------ | ------------ | ------------ |
| 徳島県道256号上蓮小野線 重複区間起点 | 半田         |              |
| 徳島県道256号上蓮小野線 重複区間終点 | 半田         |              |
| 徳島県道263号高清貞光線未供用        | 半田         |              |
| 未供用区間                           |              |              |
| 国道438号                            | 貞光         | 終点         |

### 沿線
- 半田川
- 八千代郵便局
- 美馬警察署 つるぎ町八千代駐在所
- 貞光川